# Kasteel Vaalsbroek
Kasteel Vaalsbroek ligt aan de provinciale weg Vaals-Maastricht in de nabijheid van de buurtschap Raren die deel uitmaakt van de Nederlands-Limburgse gemeente Vaals.

## Geschiedenis en bewoners
De oudste vermelding van het kasteel dateert uit 1420, toen het de zetel was van de heren van Vaelsbroich. De naam was toen afgeleid van de woorden Vallis (dal) en Broich of Broek (moeras). In deze beginperiode waren veel Limburgse familienamen met het kasteel verbonden. In de aanvang van de 16e eeuw komen we Johan Crümmel tegen als eigenaar, daarna nam diens kleinzoon Willem van Eys het landgoed over. Het geslacht Van Eys bleef tot 1733 eigenaar toen de erfgenamen het verkochten aan baron Leonard Joseph de Lamberts de Cortenbach uit Voerendaal, die meerdere Limburgse kastelen bezat.
In 1761 kocht de lakenfabrikant Johann Arnold von Clermont het kasteel toen hij zich vanuit Aken in Vaals ging vestigen. De komst van Von Clermont naar Vaals betekende voor het dorp een enorme impuls en er werden in korte tijd diverse andere bouwwerken door de Von Clermonts (en andere Akense fabrikanten) gerealiseerd zoals het Von Clermonthuis, de Cereshoeve, het Huis D'r Bau, het Huis Verves, het Huis Kirchfeld en het Huis Bloemendal. De familie Von Clermont bleef eigenaar van Vaalsbroek tot 1824. De laatste Von Clermont die het in bezit had was Carl Theodoor Arnold von Clermont, een zoon van Johann Arnold. In dat jaar werd het landgoed gerechtelijk verkocht aan Frederica Veronica Keller, weduwe van Johan David Hasselbach en niet veel later, na het overlijden van de weduwe, kwam het in bezit van Karl Heinrich von Görschen gehuwd met Sophia Wilhelmina von Hasselbach. Dochter Louisa von Görschen trouwde met Friedrich Wilhelm von der Mosel. Het landgoed vererfde vervolgens aan Frieda von der Mosel, gehuwd met Wilhelm, Freiherr von Massenbach. De familie von Massenbach-von der Molen bleef eigenaar tot 1944 toen de goederen als vijandelijk vermogen in beslag werden genomen en verkocht door het Nederlandsch Beheersinstituut.
In 1946 werd de Stichting Beambtenfonds van de NV Staatsmijnen in Limburg de nieuwe eigenaar, in 1974 gevolgd door de Stichting Fonds van Sociale Instellingen (FSI) te Heerlen. Hierna werd het kasteel met aanhorigheden ingrijpend gerestaureerd.
Tegenwoordig maakt het kasteel en het landgoed deel uit van een hotelketen. Het gebouw en enkele aspecten op het terrein zijn ieder rijksmonument.

## Beschrijving van het kasteel
Het kasteel is een U-vormig herenhuis waarvan de tweelaagse middenvleugel met souterrain voorzien is van een dubbele bordestrap naar de 1e verdieping en een schilddak met in het midden een klein klokkentorentje. Deze middenvleugel wordt geflankeerd door de twee lagere, haaks hierop staande zijvleugels. De drie vleugels omsluiten een voorplein afgesloten met een hekwerk in hardstenen pijlers.

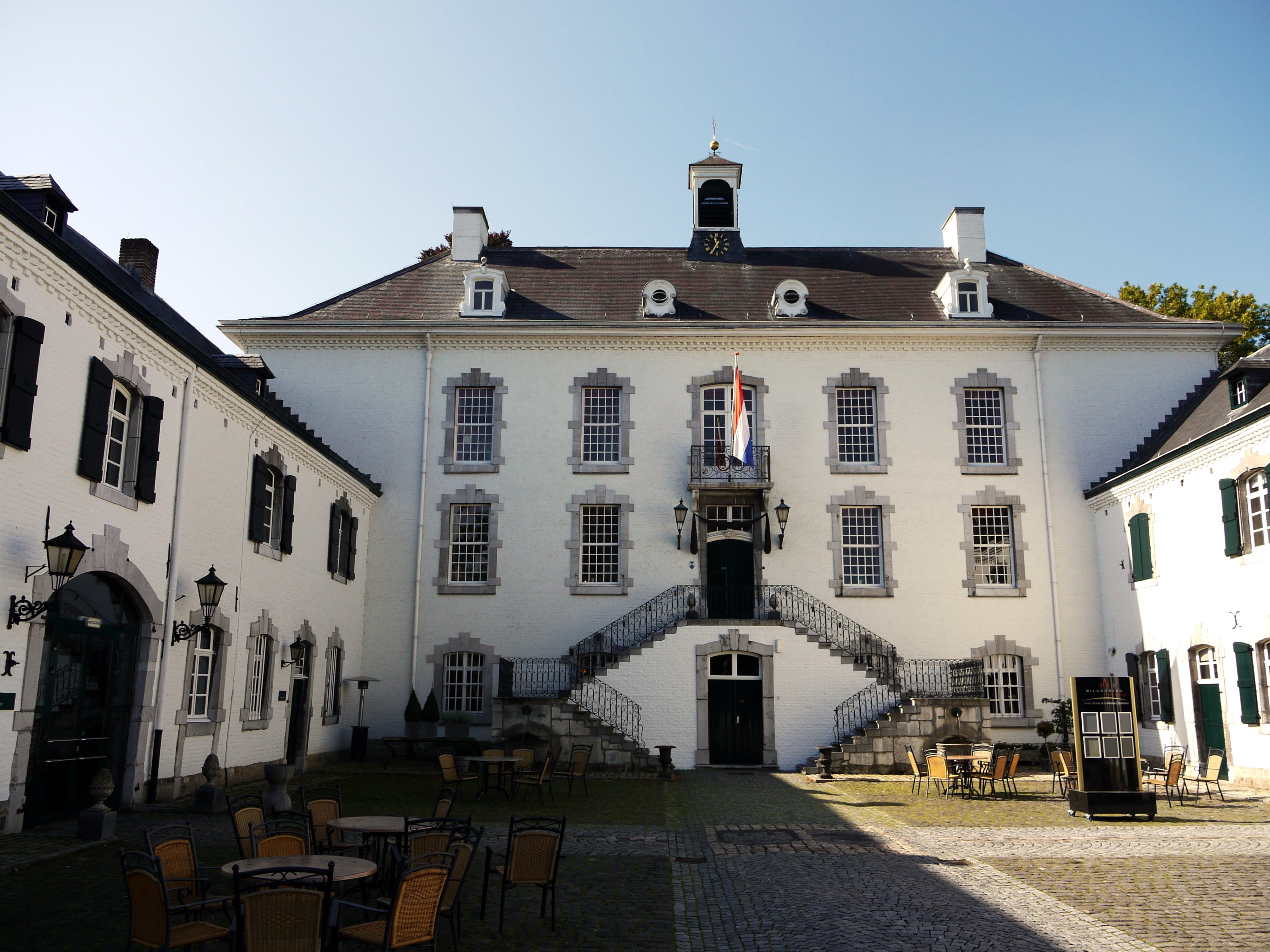
Hofzijde
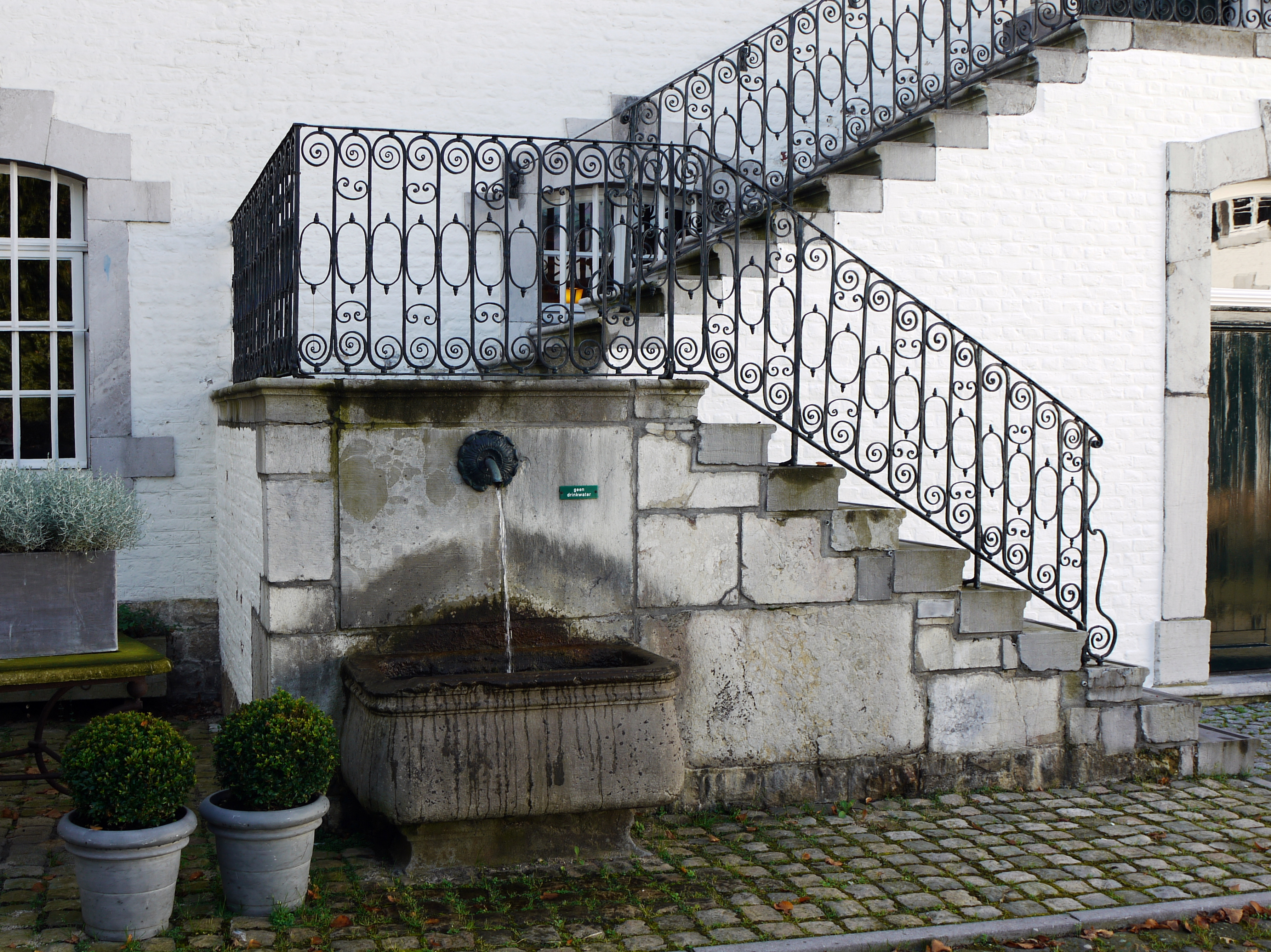
Hofzijde, detail trap
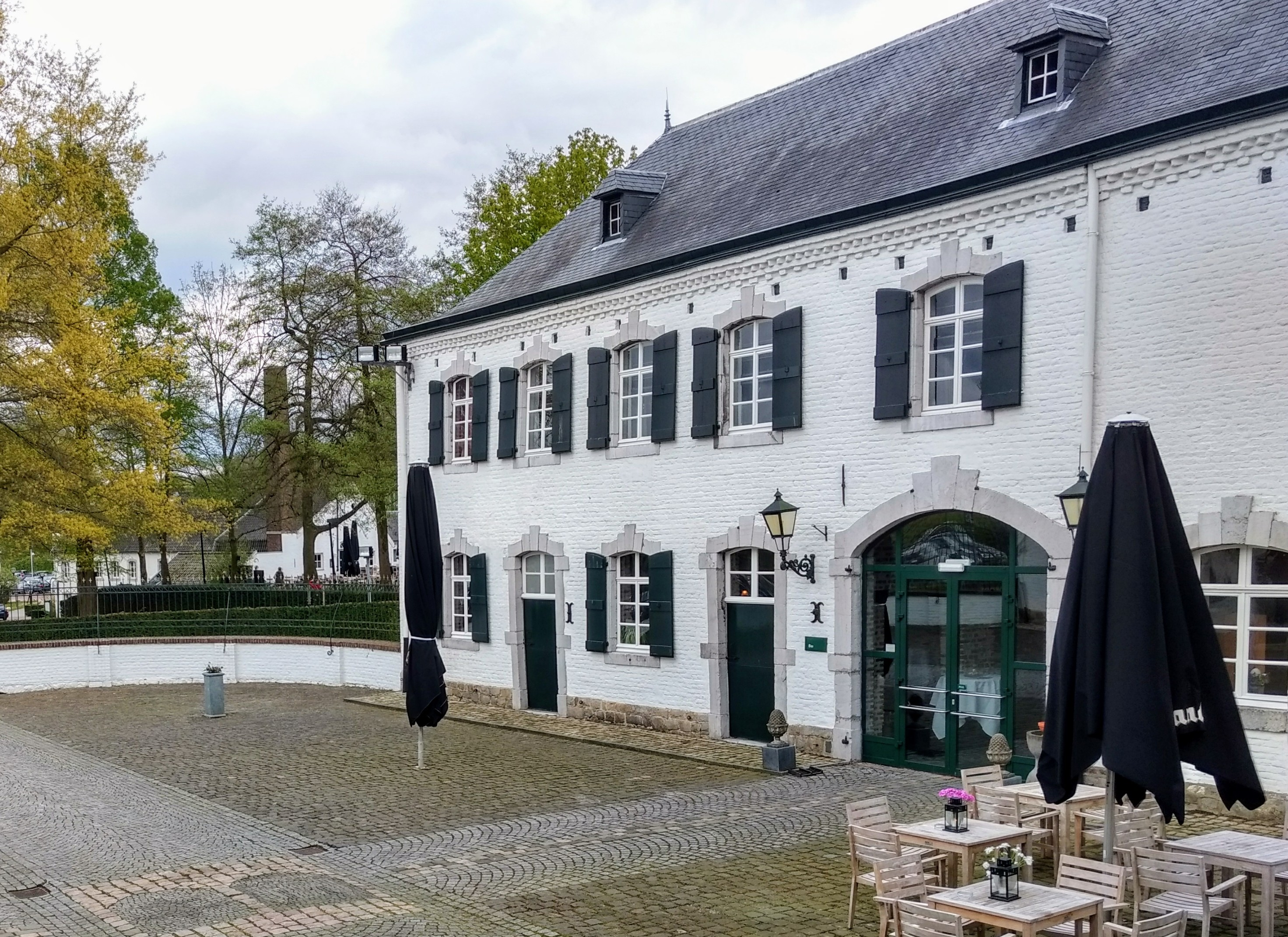
Hofzijde, zijvleugel
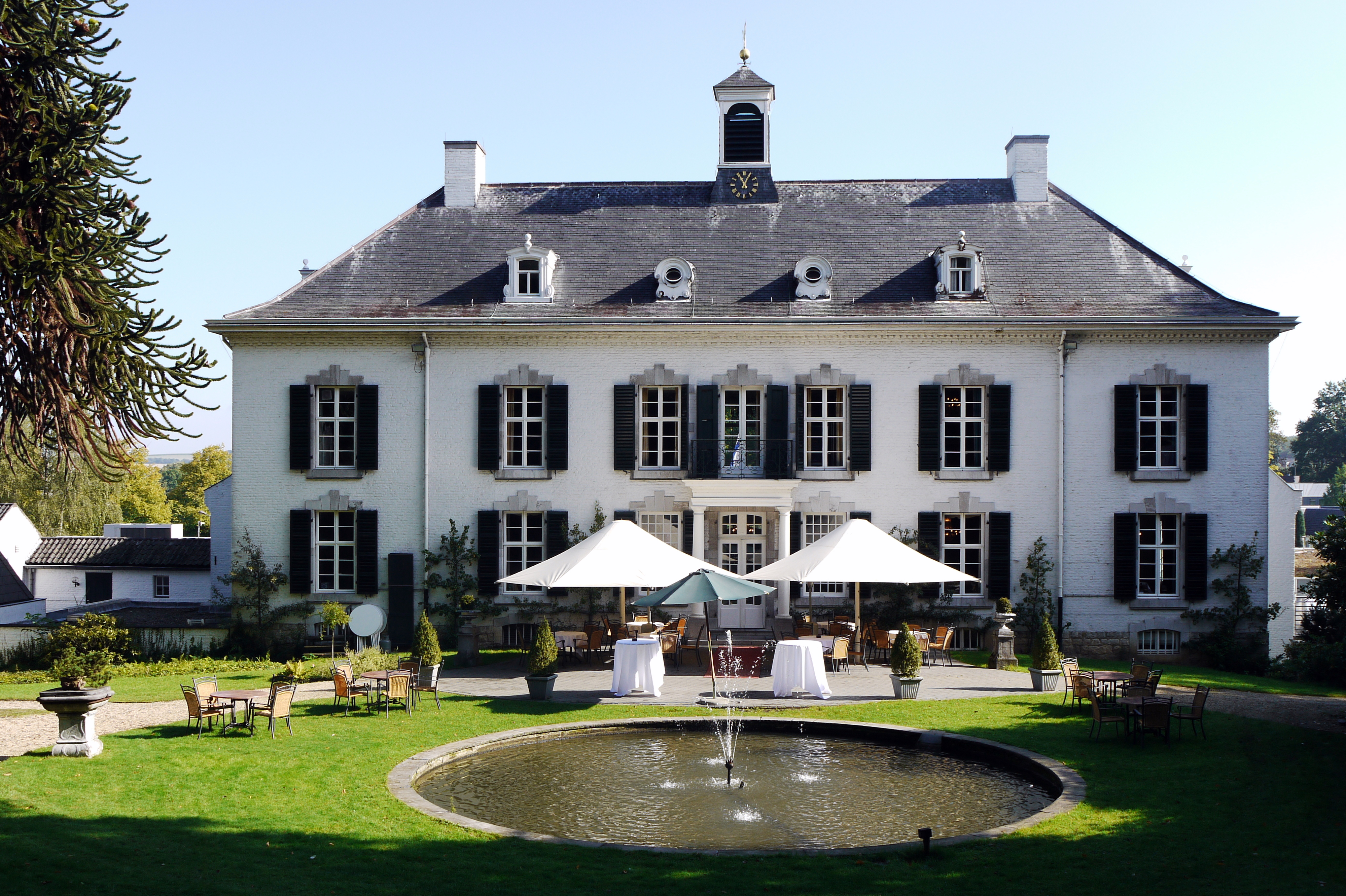
Tuinzijde

Het bestaande kasteel werd vanaf 1761 in opdracht van Johann Arnold von Clermont door Joseph Moretti verbouwd tot een voor die tijd modern en aantrekkelijk lustslot in classicistische stijl met prachtvolle interieurs.

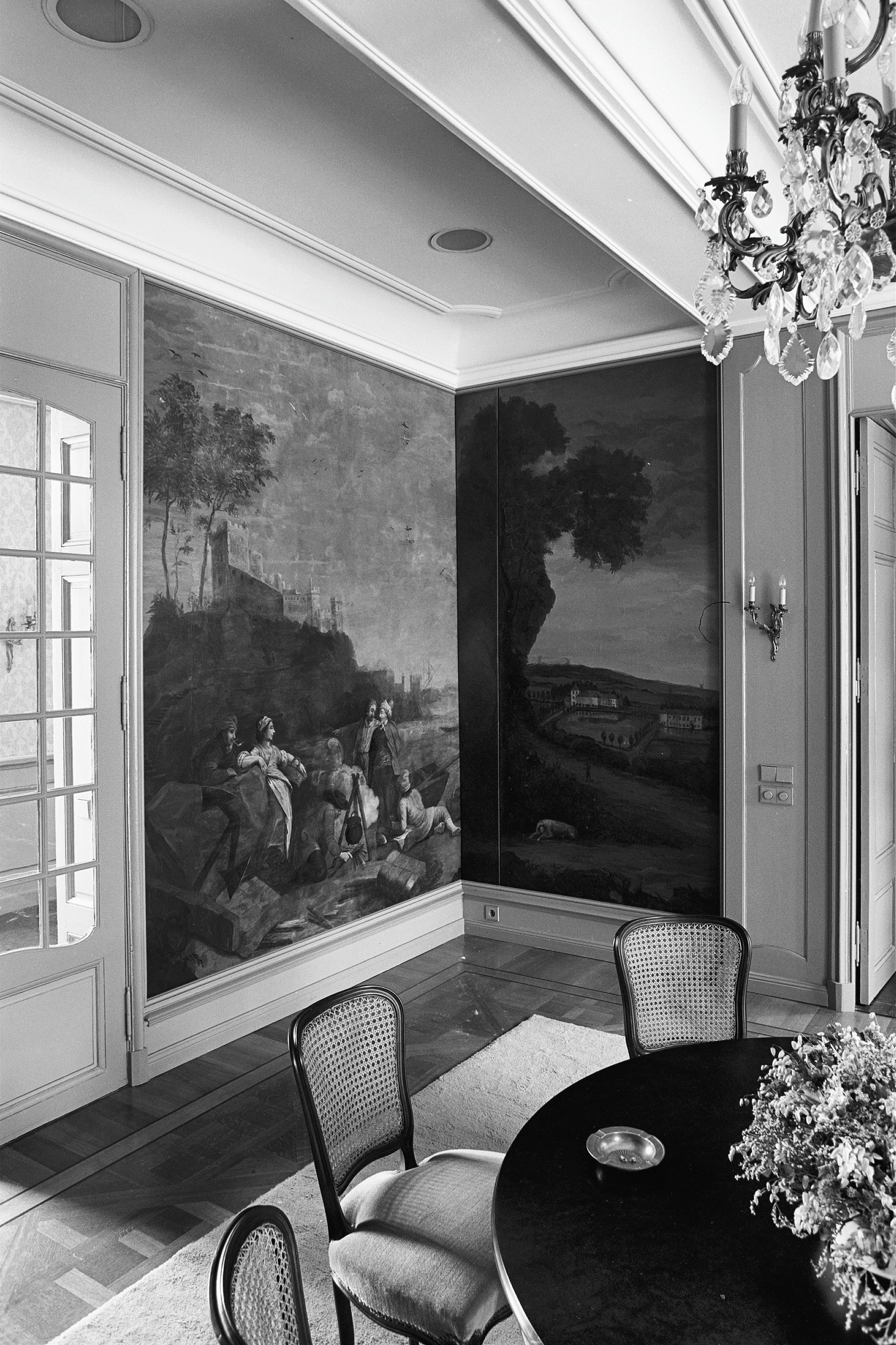
Salon met beschilderd behang
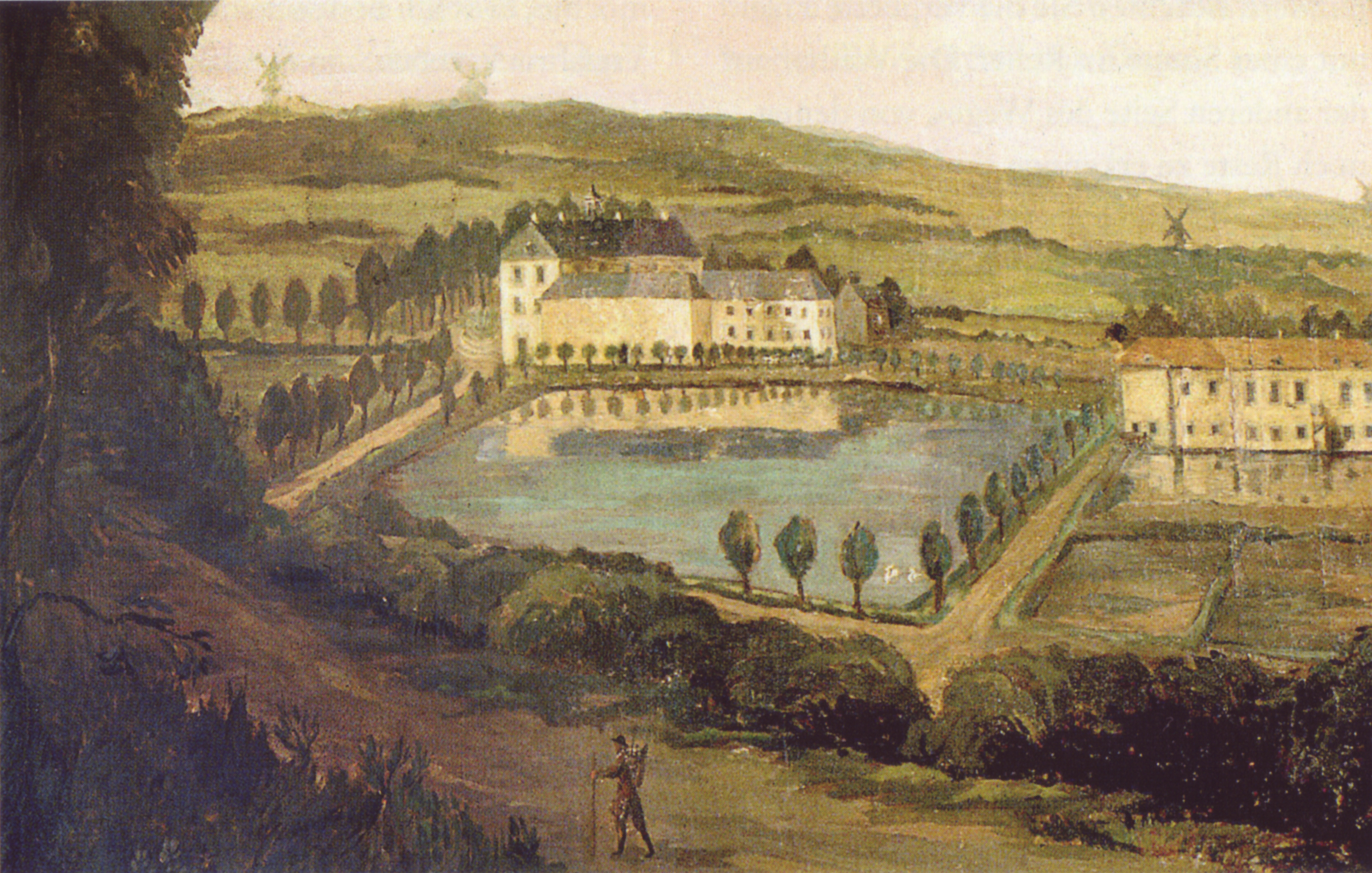
Detail behang

Von Clermont maakte van het landgoed zijn buitenverblijf, naast zijn huis in het dorp zelf. Rondom het kasteel werd een park aangelegd in landschapsstijl. In 1788 werd in een weiland ten zuiden van het kasteelpark het Mausoleum van de familie Von Clermont toegevoegd, in Lodewijk XVI-stijl. Ook de tuin, met vele originele ornamenten, en het mausoleum werden ontworpen door Moretti.
Bij het kasteel ligt verder een kasteelboerderij, waarin een watermolen is opgenomen, de Vaalsbroekermolen. De molen wordt bediend door water uit een naastgelegen molenvijver, die op zijn beurt wordt gevoed door de Zieversbeek, met bronnen op het landgoed.

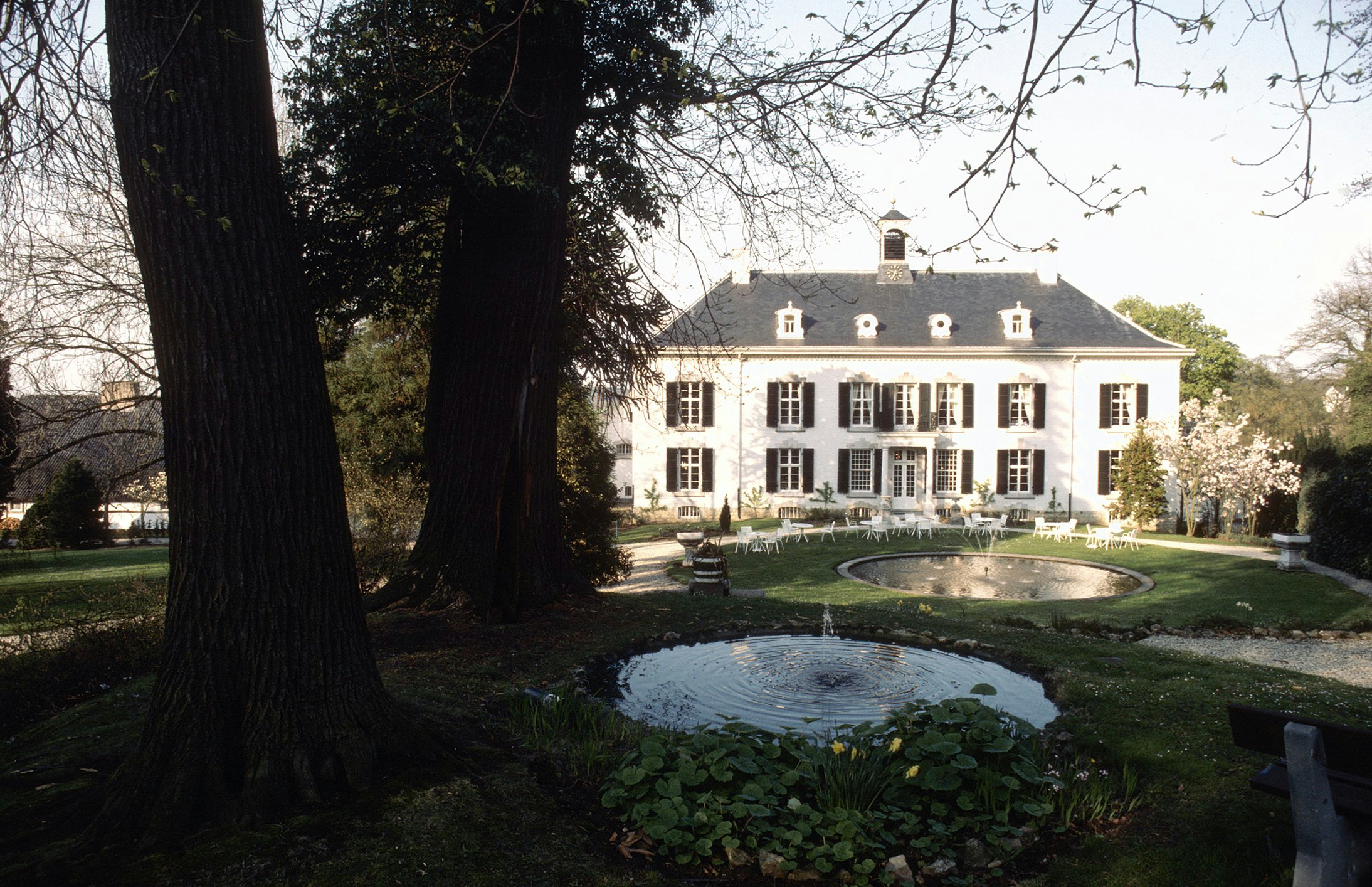
Tuin met vijver
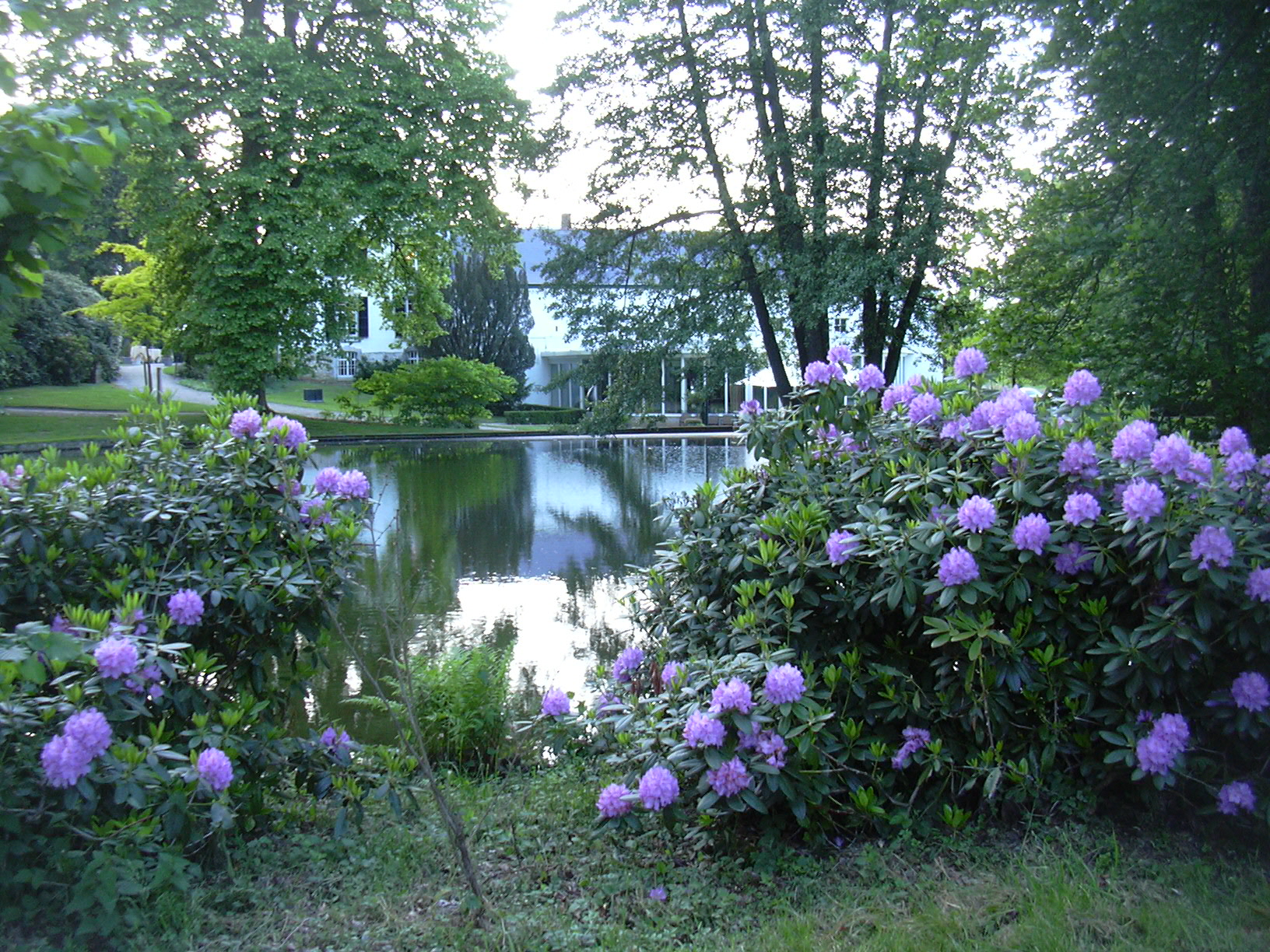
Rhododendronbosje
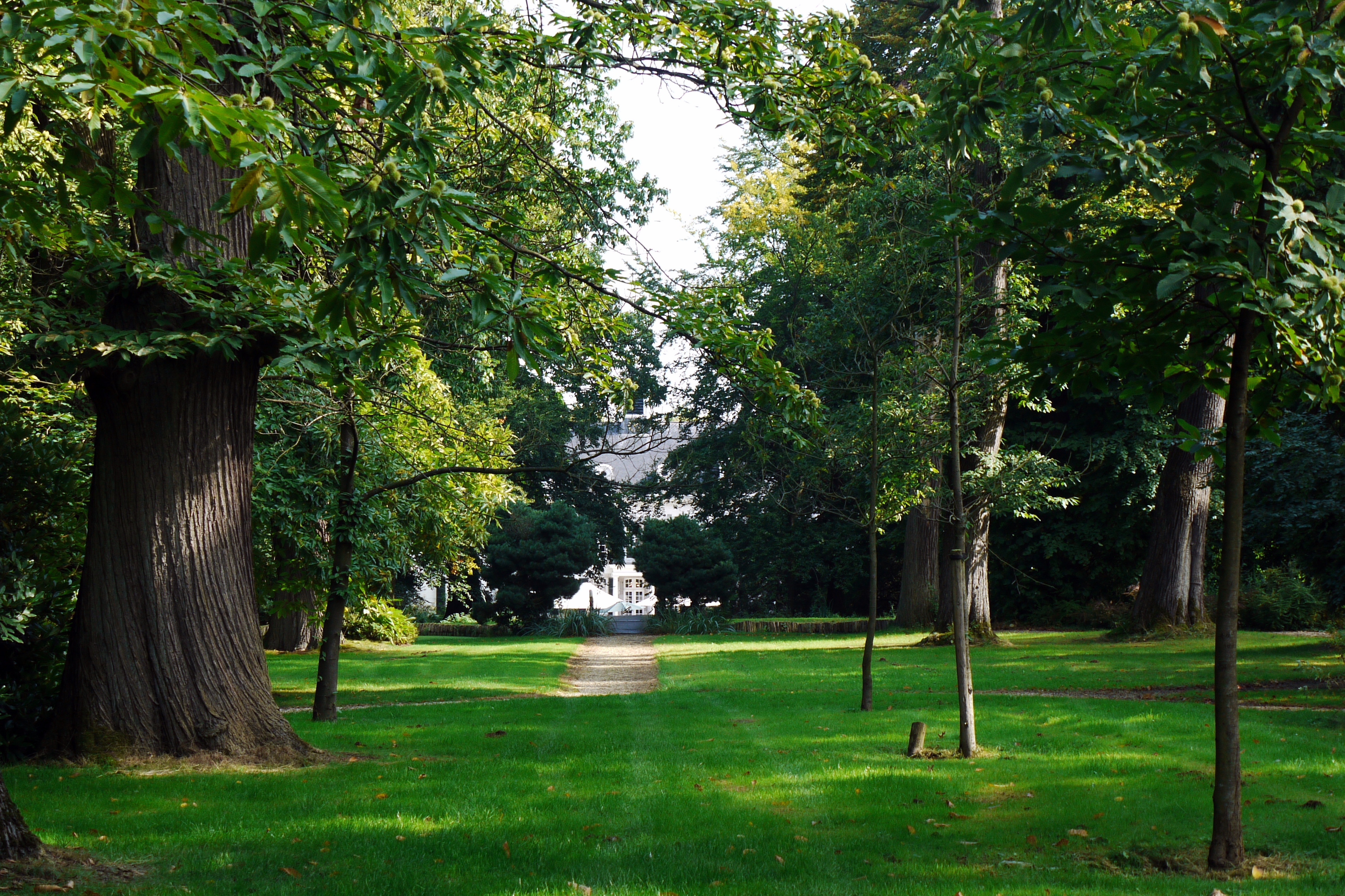
Oude bomen
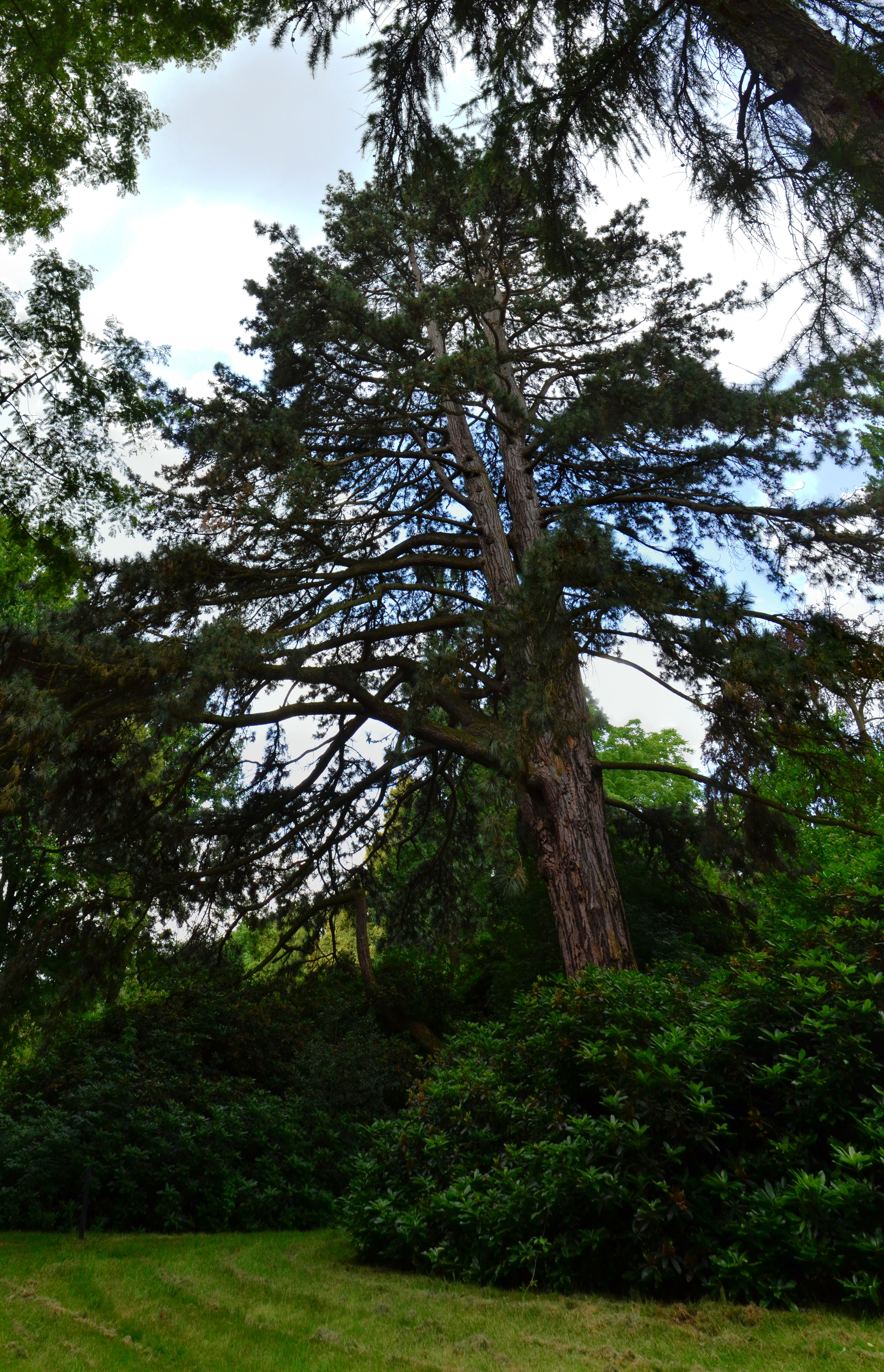
Zwarte den
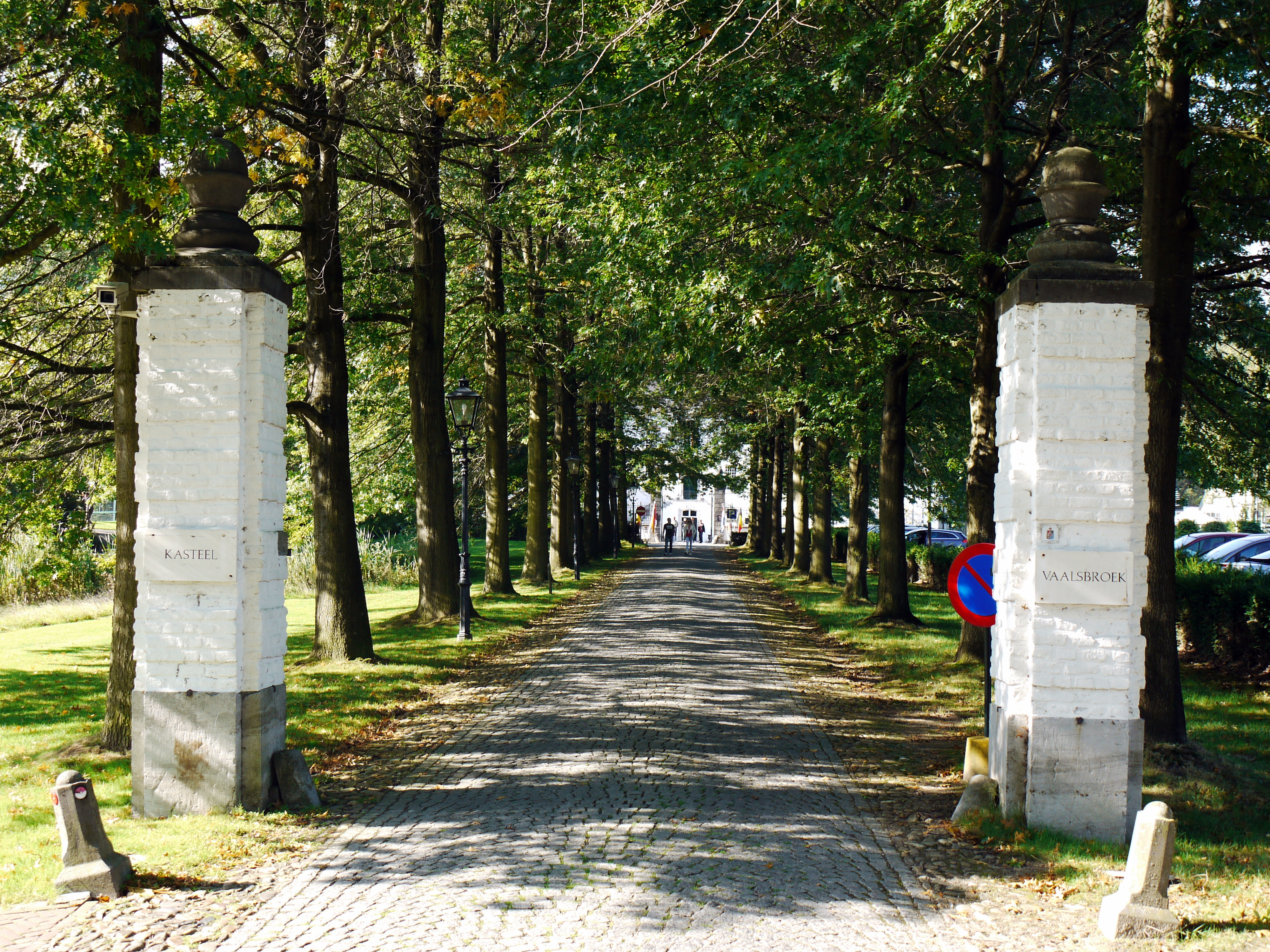
Hekpijlers en bomenlaan
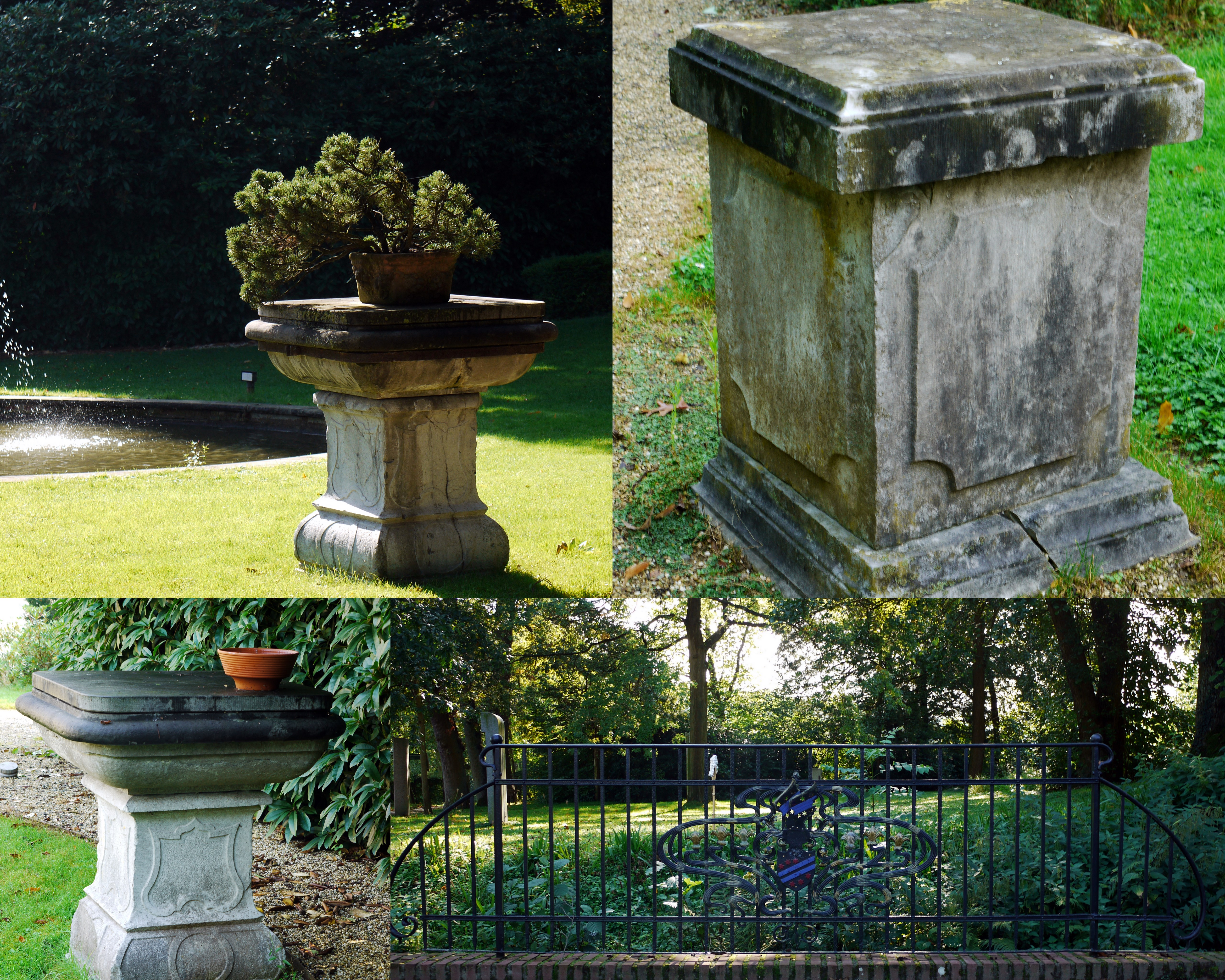
Tuinornamenten
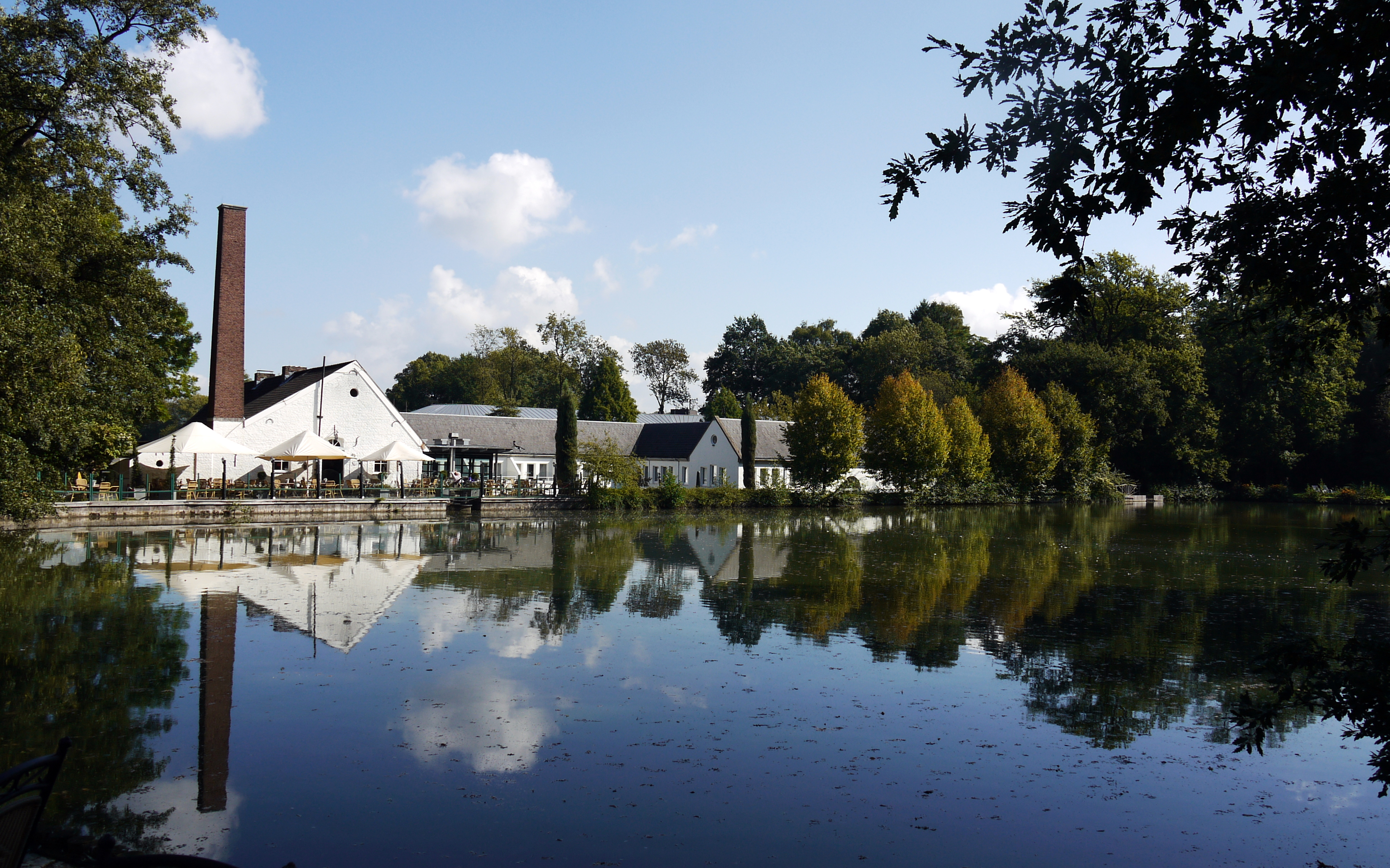
Vijver met Vaalsbroekermolen
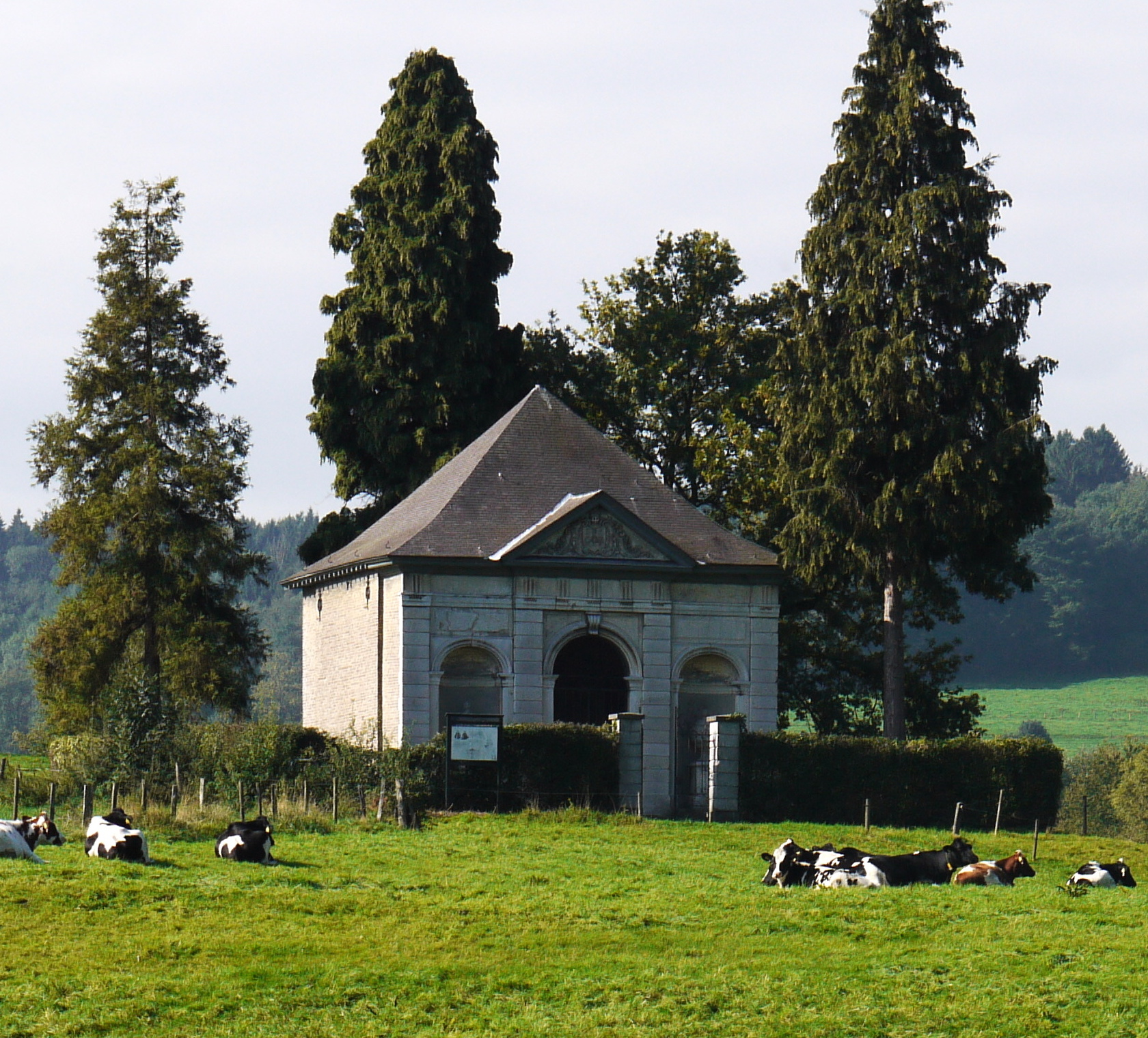
Mausoleum Von Clermont